# Вокзал Аустерліц

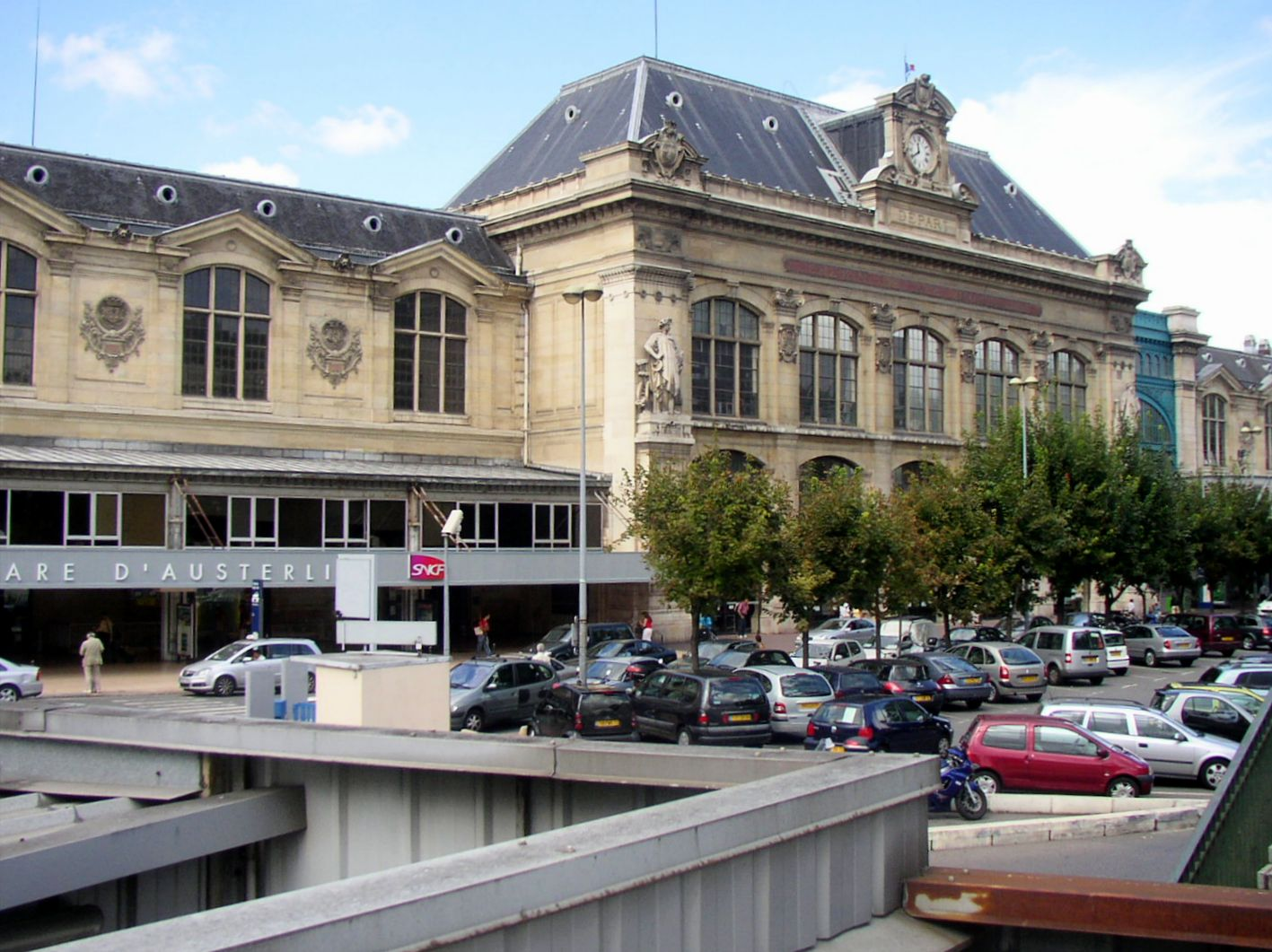
Фасад вокзалу

Вокзал Аустерліц (фр. Gare d'Austerlitz) — один із шести основних залізничних вокзалів Парижа. 

## Короткий опис
Розташований на лівому березі Сени у 13-му муніципальному окрузі. Щодня вокзал обслуговує бл. 68 000 пасажирів (25 млн на рік), що становить приблизно половину пасажироперевезень вокзалу Монпарнас.
Назва станції походить від імені моравського міста Аустерліц, де 2 грудня 1805 відбулася «битва трьох імператорів», в ході якої Наполеон розгромив російсько-австрійські війська, які переважали його армію за чисельністю. На честь перемоги під Аустерліцем біля вокзалу встановлено французький військовий корабель.
Поїзди з Вокзалу Аустерліц прямують переважно в південному напрямку — до Орлеана, Тура, Мадрида, Лісабона.

## Історія
Вокзал Аустерліц був відкритий 20 вересня 1840 у зв'язку з відкриттям лінії Париж — Жувізі, яку в 1843 продовжено до Орлеана.
У 1846 вокзал розширено.
До Всесвітньої виставки 1900 року вокзал залишався кінцевою зупинкою лінії Париж-Орлеан, поки не був відкритий новий вокзал Гар д'Орсе, в якому нині розташований музей д'Орсе. Возкал д’Орсе закрито в 1939, і водночас усі поїзди далекого прямування було знову перенесено на вокзал Аустерліц.

## Транспорт
- Метро: лінії 5 і 10
- RER: лінія С